# Hippelates parvicalcar
Hippelates parvicalcar är en tvåvingeart som beskrevs av Paganelli och Curtis W. Sabrosky 1993. Hippelates parvicalcar ingår i släktet Hippelates och familjen fritflugor. Inga underarter finns listade i Catalogue of Life.